# ایماگاوا یوشیموتو
ایماگاوا یوشیموتو (به ژاپنی: 今川義元 Imagawa Yoshimoto)؛ ۱۵۱۹ – ۱۲ ژوئن ۱۵۶۰ (سن ۴۱) یک سیاستمدار اهل ژاپن و نهمین رهبر خاندان ایماگاوا بود. خواهر زادهٔ او تسوکی‌یاما-دونو، همسر رسمی توکوگاوا ایه‌یاسو بود.